# باد وايتهيد
باد وايتهيد (بالإنجليزية: Bud Whitehead)‏ هو لاعب كرة قدم أمريكية أمريكي، ولد في 1939 في ماريانا في الولايات المتحدة.

## وصلات خارجية
- باد وايتهيد على موقع كلية كرة السلة في سبورتس رفرنس.كوم (الإنجليزية)
- باد وايتهيد على موقع مرجع كرة القدم المحترفة.كوم (الإنجليزية)